# Unterwasungen
Unterwasungen ist ein Gemeindeteil der oberfränkischen Stadt Neustadt bei Coburg im Landkreis Coburg.

## Lage
Der landwirtschaftlich geprägte Ort liegt etwa sieben Kilometer südöstlich von Neustadt. Südlich vom Dorf fließt der Wasunger Bach. Die Staatsstraße 2206 von Fürth am Berg nach Fechheim führt am Ort vorbei. Gemeindeverbindungsstraßen nach Plesten und Mittelwasungen beginnen in Unterwasungen.

## Geschichte
Unterwasungen wurde 1291 in einem Bestätigungs- und Schutzbrief des Papstes Nikolaus IV. für das Kloster Sonnefeld als „Wasungen minus“ erstmals urkundlich erwähnt. Der Ort hat wohl seinen Namen von dem althochdeutschen Wort „waso“ erhalten, das so viel wie feuchter Rasen oder Wiesenplatz heißt. Die Lage in einem Wiesental war somit für den Ortsnamen bestimmend. Im Jahr 1514 gehörten dem Kloster Sonnefeld ein Hof, sieben Güter, eine Sölde und eine Gemeindeschmiede.
Nach dem  Dreißigjährigen Krieg gab es statt neun wehrfähigen Männern nur noch vier. 1638 wurden die Äcker nicht bestellt.
Im Jahr 1783 lebten in Unterwasungen 95 Menschen in 15 Häusern.
Unterwasungen war seit dem Mittelalter Filialgemeinde von Fechheim. Zusätzlich gehörte der Ort zum Fechheimer Schulsprengel.
Nach dem Tod von Herzog Albrecht im Jahr 1699 kam Unterwasungen als Teil des Amtes Sonnefeld im Jahr 1705 zu Sachsen-Hildburghausen. 1826 gelangte das Amt Sonnefeld gemäß dem Teilungsvertrag zu Hildburghausen wieder zu Sachsen-Coburg. In einer Volksbefragung am 30. November 1919 stimmten 4 Unterwasungener Bürger für den Beitritt des Freistaates Coburg zum thüringischen Staat und 27 dagegen. Ab dem 1. Juli 1920 gehörte Unterwasungen zum Freistaat Bayern.
Bei der Reichstagswahl vom 5. März 1933 bekamen die NSDAP 48, die Kampffront Schwarz-Weiß-Rot 11 Stimmen, die SPD eine Stimme.
Im Ersten Weltkrieg verloren fünf und im Zweiten Weltkrieg drei Unterwasungener Soldaten ihr Leben.
Am 1. Januar 1971 schloss sich Unterwasungen mit den Gemeinden Aicha, Fechheim, Fürth am Berg, Mittelwasungen und Plesten zur Gemeinde Wasung zusammen. Am 1. Januar 1976 wurde Wasung aufgelöst und Unterwasungen als Stadtteil nach Neustadt bei Coburg eingegliedert.
Die Trinkwasserversorgung erfolgte früher durch Haus- und Pumpbrunnen. Eine private Anlage mit drei Hausanschlüssen gab es 1910. Ab 1962 erfolgte die Wasserversorgung durch den Zweckverband Spittelsteiner Gruppe, der 1986 durch die Stadtwerke Neustadt übernommen wurde. Stromlieferanten waren ab September 1920 das Überlandwerk der Gumpertschen-Mühle in Mupperg und ab April 1931 das Bamberger Überlandwerk Oberfranken. 1997 übernahmen die Stadtwerke Neustadt die Stromversorgung. 1987 hatte Unterwasungen zwanzig Wohngebäude, im Jahr 1949 waren es vier weniger.

## Einwohnerentwicklung
| Jahr | Einwohnerzahl |
| ---- | ------------- |
| 1783 | 95            |
| 1858 | 122           |
| 1900 | 109           |
| 1925 | 81            |
| 1933 | 86            |
| 1939 | 89            |
| 1946 | 122           |
| 1950 | 127           |
| 1961 | 87            |
| 1980 | 92            |
| 1987 | 81            |
| 2013 | 70            |
| 2020 | 67            |